# Downtown (оварай)
Downtown (яп. ダウンタウン, Dauntaun) ― японський комедійний дует з Амаґасакі, Хьоґо. В дует входять Мацумото Хітосі та Хамада Масатосі, що заснували його в 1982 році. Менш ніж за 20 років вони стали найбільш впливовим та популярним комедійним дуетом Японії. Найбільше вони відомі своїми стенд-ап виступами, а також як ведучі декількох вар'єте, таких як:  “Downtown no Gaki no Tsukai ya Arahende!!”, “Hey! Hey! Hey! Music Champ” та "Downtown Середи" (яп. 水曜日のダウンタウン, Suiyoubi no Dauntaun). Їх сценічні персони ― саркастичні, грубуваті та холеричні.
В результаті величезної популярності дуету, а також великого впливу їх студії Yoshimoto Kogyo, кансайський діалект (на якому говорять обидва виконавці) став асоціюватися з японською комедією в цілому. У 2011 році викладачі NSC (комедійної школи) відзначали, що 70 відсотків учнів називають Мацумото та Хамаду як головних людей, що надихнули їх стати коміками.

## Учасники
Хамада Масатосі
Народився 11 травня 1963 року в районі Наніва, Осака, виріс у місті Амагасакі, Хьоґо. Грає роль цуккомі. Одружений з акторкою Оґава Нацумі, має двох синів. Також відомий як "Хама-тян" (яп. 浜ちゃん). Його різкі реакції та звичка плескати людей по головах славнозвісні у світі овараї. Його часто описують як "S" – садиста. Раніше Мацумото називав його Хама-тьон.
Мацумото Хітосі
Народився 8 вересня 1963 року в Амаґасакі, Хього. Роль ― боке. Також відомий як "Мат-тян" (яп. 松ちゃん). Його найбільш уживаними комедійними прийомами є абсурдизм та сарказм. Його сценічний образ - грубий та жорсткий, з сухою, простомовною подачею жартів. В дуеті він займає роль "M", тобто мазохіст. Хамада називав його "Маццун", коли вони були молодшими.

## Історія дуету

### Дитинство та шкільні роки
Мацумото та Хамада ходили в одну початкову школу Усіо в Амаґасакі, Хього в регіоні Кансай. Але вони не були друзями аж до другого року середньої школи Амагасакі, коли вони обоє приєдналися до одного клубу та називали один одного Маццун (яп. まっつん) та Хама-тьон (яп. はまちょん). Мацумото жартував про те, що їм треба разом скласти комедійний дует. На той час Мацумото був частиною тріо під назвою "Кома Дайсансібу" з двома своїми однокласниками, Іто і Моріокою.
Одного дня, партнер Мацумото з тріо Іто посварився з Хамадою, що переросло у бійку. Хамада переміг і спонукав Мацумото піти з ним. Мацумото не був впевнений у тому, що робити, але почав йти в тому ж напрямку, що і Хамада. Цей випадок поклав початок дуету.
Вони поступили у різні старші школи. Інтернат, до якого вступив Хамада, був дуже суворим, і Хамада кілька разів намагався втекти. Щоразу, коли йому це вдавалось, він просив допомоги у Мацумото, на кілька днів ховаючись у нього вдома поки його не знаходили вчителі. Протягом всього навчання в інтернаті Хамада тікав з нього, просив Мацумото позичити йому гроші, щоб купити їжу, а потім його знов ловили та повертали в школу. Натомість Мацумото вступив до місцевої технічної школи і став лідером шкільної групи, але скоро почав пропускати школу, щоб проводити час зі своєю дівчиною із середньої школи.

### Початок кар'єри
Після закінчення школи Хамада безуспішно спробував стати гонщиком на моторних човнах. Хамада запропонував Мацумото стати коміками. Мацумото мав пропозицію роботи від місцевої видавничої компанії, але він вирішив приєднатися до Хамади. Хоча Мацумото пропонував піти в агентство було Shochicku Geino, вони пішли в агентство, яке пропонував Хамада ― Yoshimoto Kogyo, у комедійну школу студії під назвою NSC (New Star Creation, "створення нових зірок") в Осаці. Їх перша сценічна назва - "Мацумото Хамада". Перед назвою "Downtown", яку вони вибрали з журналу, вони використовували й інші: "Хітосі Масасі", "Теруо-Харуо" та "Wright Brothers". Вони дебютували в 1983 році.
Мацумото та Хамада отримали позитивні оцінки у NSC від старших коміків, але на виступах публіка не сміялася, а іноді й освистувала їх. Вони організовували свої виступи самі, але не могли отримати уваги публіки навіть коли квитки були безкоштовними. Мацумото описує ці перші роки як пекло, постійне відчуття безвиходності та великий стрес. На певному етапі вони думали піти з комедії. Вони не заробляли досить грошей щоб жити самостійно, тому їм доводилося жити з батьками та їздити до міста поїздом, щоб виступати. За іронією долі, Мацумото довелося шукати підроботки у журналі, надрукованому поліграфічною компанією, яка пропонувала йому роботу після закінчення школи.

### Популярність
Незважаючи на труднощі, вони поступово отримували нових фанатів та ставали все більш відомими. У квітні 1987 року, через чотири роки після їх дебюту, вони стали ведучими місцевого телевізійного шоу під назвою Yoji Desu Yoda («На годиннику - чотири»), який відразу ж значно підняв їх популярність в регіоні ― виходили музичні сингли, відео та книги з фотографіями, в яких вони позували як моделі. Особливу популярність вони здобули серед дівчат-старшокласниць. Після слізного прощавального концерту вони закінчили шоу і переїхали до Токіо в 1989 році, виступаючи на різних телевізійних програмах, врешті решт почав вести своє шоу “Downtown no Gaki no Tsukai ya Arahende!!”. Після цього вони створили ще кілька успішних естрадних шоу, серед них “Downtown no Gottsu Ee Kanji”, “Downtown DX” та музичне шоу “Hey! Hey! Hey! Music Champ”.

## Стиль комедії

### Боке і цуккомі
Як і в багатьох японських комедійних дуетах, в Downtown є персонаж-боке і персонаж-цуккомі. Мацумото грає боке, і часто, зазвичай коли він каже щось грубе або смішне, Хамада, що грає цуккомі, ляпає його по голові. Також, Хамада б'є інших таренто та знаменитостей, якщо вони приміряють на себе роль боке та дають подібну відповідь на якусь фразу від дуету. Навіть в сцені, де членам шоу Gaki no Tsukai подарували робота Pepper, Хамада вдарив його по голові. Агресія Хамади принесла йому прізвисько Do-S no Hamada (яп. ドＳの浜田, до-есу но Хамада), або "Супер Садист Хамада".
Іноді вони міняються своїми роліями. Наприклад, у одній сцені Хамада говорив, що безсмертний. Хамада розповідав історії про те, як він пережив кілька нещасних випадків, після якої людина могла б потрапити в лікарню, а Мацумото коментвував це присутній публіці словами "Ахо я" ("який ідіот").

### Мандзай
На початку 1980-х років поплуярним стилем мандзаю були швидкі виступи та жарти, але Downtown розповідали свої скетчі у повільному, бурмотячому тоні, що дивувало старших коміків. Також, інші дуети поверталися в сторону аудиторії коли виконували мандзай, а Downtown дивилися один на одного, ніби ігноруючи присутніх. Їх внесок у мандзай неосяжний ― багато починаючих коміків копіюють стиль дуету. Примітно, що в Downtown ніколи не було старшого коміка, що їх тренував вбо наставляв, що було важливим для розвитку їхнього власного, незвичайного стилю.
У їх перші роки існування багато хто визнавав талант дуету, але сумнівався, що вони коли-небудь досягнуть успіху через їх стиль, який різко відрізнявся від традиційного мандзаю. Сімада Сінсуке, визнаний мандзай-комік, також сумнівався, поки не побачив один з виступів Downtown. Сімаду здивувало якими веселими і складними були виступи дуету, і він відразу ж оголосив про свій уход з мандзаю. На прес-конференції з цього приводу Сімада назвав Downtown головною причиною свого уходу, але преса проігнорувала коментар, оскільки дует на той час мав дуже малу популярність, написавши натомість про інший дует ― "Сабуро-Сіро". Однак рішення Сімади виявилося правильним ― в кінці 1980-х - на початку 1990-х Downtown стали головними мандзай-коміками. Downtown та Сімада стали близько спілкуватися, і Мацумото разом з ним проводить ток-шоу "Matsushin".
Хоча Мацумото і Хамада вважаються "геніями" їх відповідних ролей, несправедливо хвалити їх лише за їх талант. Мацумото змінив свій стиль з більш тихого персонажа на свого нинішнього, грубуватого, тоді як Хамада неодноразово вибачався за грубі коментарі у різних шоу. Дізнавшись, що багато шанувальників вважають Хамаду центральною причину успіху групи, Мацумото почав давати багато сольних виступів. Хамада невпинно вивчав цуккомі інших груп, щоб вдосконалити власні навички.
Іншим важливим аспектом комедії дуету є їхня готовність стати об'єктом власних жартів. На певному рівні популярності жартувати над багатьма популярними мандзай-коміками вважаються непристойним або грубим. Але Dowtown навіть після набуття популярності виступали в ролях, де вони ставали жертвами насмішок або розіграшів. Зазвичай, на таких ролях виступають молоді, менш популярні коміки.
Дует не виконав мандзаю з 1991 року, але їх розмовний сегмент в Gaki no Tsukai можна вважати остаточним етапом еволюції стилю Downtown.

### Кансайський діалект
Хоча в Yoshimoto Kogyo працюють люди не лише з Осаки та околиць, це кансайська компанія, і більшість її коміків розмовляють кансайським діалектом: сильним, трохи просторічним, який розвивався серед купецьких класів Осаки, на відміну від більш елегантного ділаекту міста Кіото або стандартного діалекту, що бере початок зі стилю мовлення аристократії Едо (нині Токіо).
Мацумото та Хамада ніколи не втрачали діалекту і використовували його на свою користь. Вони використовують його у назвах своїх телевізійних шоу ― наприклад, "Gaki no Tsukai ya Arahende" стандартним діалектом звучало би як "Gaki no Tsukai dewa Nai yo!"; або складові "Gottsu Ee Kanji" неможливо знайти у стандартному словнику.

## Відносини між членами дуету
Хоча вони виглядають як найкращі друзі у своїх шоу, Хамада та Мацумото кажуть, що вони не такі близькі, як можна подумати. У своїх численних шоу та інтерв'ю вони розповідали багато неочікуваного про їх часні відносини, як-от:
- В інтерв'ю 1990 року Хамада і Мацумото розповіли, що в них були дуже напружені моменти, а найгіршими їх відносини були у других рік їх роботи. Безпосередньо перед тим, як вони мали виступити в залі Умеда в Осаці напередодні Нового року, між ними відбулася сварка, яка переросла у жорстоку бійку, але коли прийшла їхня черга виступати, вони піднялися на сцену ті провели номер, як ні в чому не бувало.[10]
- Вони не знають номери мобільних телефонів один одного, оскільки не бачать необхідності телефонувати один одному. Мацумото зателефонував Хамаді лише один раз, коли Хамада зламав собі праву ногу після того, як вдарив від люті шафку, і його доставили до лікарні. Мацумото взяв номер у співробітника студії.[11]
- Вони не подорожують разом та навіть домовляються про те, щоб один подорожував літаком, а інший поїздом, щоб уникнути випадкової зустрічі.
- Вони вважають надзвичайно незручним залишатися самими разом у кімнаті. У шоу "500 питань для Хамади Масатосі" Мацумото виграв, і сидів у незручній тиші, в той час як Хамада пропонував йому випити.
- Після одруження Хамади Мацумото ніколи не був у нього вдома.
- Мацумото бачив сина Хамади лише один раз, коли він був ще немовлям.[12]
- За збігом обставин, вони одного разу одночасно відпочивали на Гуамі. Коли Мацумото побачив Хамаду, він уникав його. Пізніше, коли Хамади запитав його, чому він нічого не сказав, Мацумото відповів, що це було б "занадто незручно".[13]
- Мацумото сказав, що навіть якщо вони перестануть виступати як Downtown, вони, швидше за все, не зможуть бути знову друзями.[14]

На "Music Champ" Мацумото сказав, що вони так часто бачаться на роботі, що зустрічі наодинці навіть не спадають на думку. Під час інтерв'ю з PUFFY він був вражений тим, як обидві співачки проводять час разом, незважаючи на те, що їм доводиться весь час працювати разом як дует. Тоді він сказав Хамаді: "Я б краще їв з підлоги, ніж пішов на вечерю з тобою".
Однак, це не означає, що вони не ладнають поза роботою. Хоча вони не вважають один одного друзями, їх глибокі ділові стосунки та повага один до одного очевидні. Хамада сказав, що якщо вони коли-небудь розійдуться, він "ніколи більше не займатиметься комедією", оскільки нікого іншого він не хотів би мати за партнера, та й Мацумото висловлював подібні погляди. Хамада також сказав, що зберігає свій найкращий матеріал цуккомі для Мацумото. Згідно Танаки з Кокоріко, Мацумото стає помітно стурбованим, коли Хамада хворий і не може прийти на роботу.
Мацумото сказав, що якщо дует коли-небудь розлучиться, вони хотіли б востаннє виконати свій мандзай у Намба Гранд Кагецу, театрі Yoshimoto Kogyo в Осаці, на тій сцені, на якій Downtown розпочав свою кар'єру.

## Телебачення

### Ведучі шоу
Наразі Downtown ведуть такі програми:
- Щонеділі: Downtown no Gaki no Tsukai ya Arahende!! (яп. ダウンタウンのガキの使いやあらへんで!!) ( Nippon TV, з 1989 р.)[18]
- Щосереди: Suiyoubi no Downtown (яп. 水曜日のダウンタウン, "Downtown середи") ( Tokyo Broadcasting System, з 2014 р.)
- Щочетвера: Downtown DX (яп. ダウンタウンDX) (Yomiuri TV, з 1993 р.)
- Щоп'ятниці: Downtown Now (яп. ダウンタウンなう) (Fuji TV, 2015-2016 рр., з 2017 р.)

### Телевізійні дорами
- Downtown Monogatari (яп. ダウンタウン物語) (MBS, 1987)
- Katsura Sanshi no ŌATARI! Shoshun Nagaya (яп. 桂三枝の大当り!初春長屋) (Kansai TV, 1988)
- The Yoshimoto Kōgyō Satsujin Jiken (яп. THE 吉本興業殺人事件) (ABC, 1988)
- Ucchan Nanchan no Convenience Monogatari (яп. ウッチャンナンチャンのコンビニエンス物語) (TV Tokyo, 1990, камео)
- Yonimo Kimyō na Monogatari Gyakuten (яп. 世にも奇妙な物語「逆転」) (Fuji TV, 1992)
- Densetsu no Kyōshi (яп. 伝説の教師) (Nippon TV, 2000) лише Мацумото; Хамада з'являвлся в останньому епізоді
- Ashita ga Arusa (яп. 明日があるさ) (Nippon TV, 2001) Хамада мав головну роль, Мацумото ― епізодичні